# Orchestia ghigii
Orchestia ghigii is een vlokreeftensoort uit de familie van de Talitridae. De wetenschappelijke naam van de soort is voor het eerst geldig gepubliceerd in 1929 door Vecchi.